# サンタ・クローチェ・イン・ジェルサレンメ聖堂

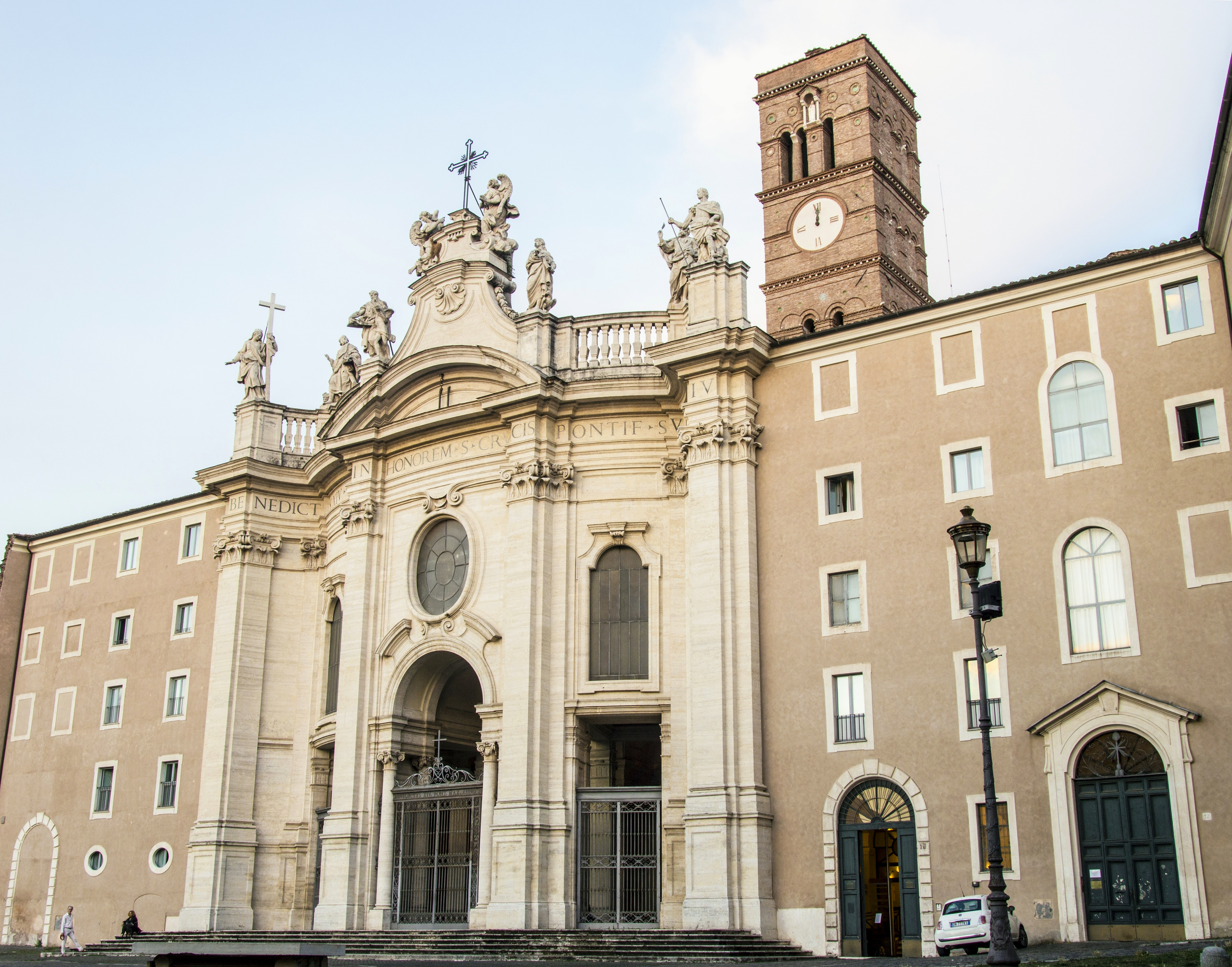
正面ファサード

サンタ・クローチェ・イン・ジェルサレンメ聖堂（イタリア語: Basilica di Santa Croce in Gerusalemme）は、イタリア ローマにあるカトリック教会（教区教会）。『ローマの7つの巡礼教会』のうちの一つである。教会伝によれば、325年に聖ヘレナ（皇帝コンスタンティヌス1世の母）が聖地よりもたらした聖遺物を祀るために造られた教会だという。聖堂の床はエルサレム（ラテン語: Hierosolyma，ヒエロソリマ）から運ばれてきた土が敷き詰められていたため、この教会は『ヒエルサレム（Hierusalem）』と呼ばれた。なお、現在のイタリア語表記でのジェルサレンメ（Gerusalemme）は、エルサレムのことである。
教会の南西に隣接して3世紀初頭に建てられたカストレンセ円形闘技場があり、現在は教会所有の菜園となっている。

## 聖遺物
教会内の聖遺物礼拝堂には、次のような聖遺物が納められている。
- イエスが架けられた聖十字架の木片
- イエスが架けられた聖十字架に取り付けられていた札（十字架の札（英語版））
- イバラの冠（英語版）の2本の棘

## アクセス
- 近郊鉄道 ローマ＝ジャルディネッティ線 マッジョーレ門停留所より南へ約500m
- ATAC トラム 3系統 サンタ・クローチェ・イン・ジェルサレンメ広場停留所
- ローマ地下鉄A線 サン・ジョヴァンニ駅 の東北東約500m